# Kasteel Lombaardstein

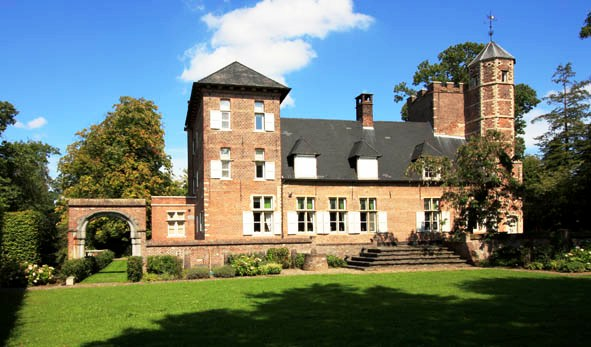
Kasteel Lombaardstein

Het Kasteel Lombaardstein is een kasteel in de Antwerpse plaats Sint-Katelijne-Waver, gelegen aan de Lombaardstraat 53.

## Geschiedenis
Al in de 13e eeuw was er hier sprake van een leenhof., Hof ten Steene of Hof ter Hertbrugge genaamd. Omstreeks 1600 werd dit een buitenhuis voorzien van een hoeve, een duiventil en een brouwerij, dat vanaf de 17e eeuw als Lombaardstein werd aangeduid. Nadien is het nog diverse malen verbouwd.

## Gebouw
De noordelijke vleugel is in neotraditionele stijl. De daar aangebrachte arduinen gevelsteen met het jaartal 1738 is waarschijnlijk hergebruikt in het recentere bouwwerk. Vooral het zuidelijk deel heeft een oudere kern. Het veelhoekig traptorentje is van omstreeks 1600 en gebouwd in baksteen en zandsteen. De daaraan vastgebouwde zware vierkante toren heeft een oudere zandstenen onderbouw die wellicht uit de 14e eeuw stamt. Ook de kelder is vermoedelijk uit die tijd en heeft mogelijk aan de hoeve behoord.